# Ecce Homo (série)
Ecce Homo é uma série televisiva em forma de documentário composta por 26 episódios que foi produzida pela empresa canadense "Coscient Group Inc.". Ela apresenta as múltiplas formas de expressão e organização das sociedades humanas, como o trabalho, a escrita, a religião, a família e o amor, por exemplo.